# José Guedes Brandão de Melo
José Guedes Brandão de Melo ComC • CvA • ComA • ComSE • MPCE (Porto, Massarelos, 30 de Outubro de 1846 - 23 de Setembro de 1919) foi um militar e político português.

## Família
Filho de Francisco Brandão de Melo Cogominho e de sua mulher e prima-irmã Maria da Natividade Guedes de Portugal e Meneses.

## Biografia
Moço Fidalgo da Casa Real com exercício no Paço. Senhor da Quinta da Bonjóia, em Campanhã, no Porto.
Assentou praça a 23 de Agosto de 1867, sendo promovido a Alferes a 4 de Janeiro de 1871, a Tenente a 20 de Janeiro de 1873, a Capitão a 5 de Junho de 1878, a Major a 7 de Novembro de 1889, a Tenente-Coronel a 9 de Junho de 1894, a Coronel a 22 de Novembro de 1900, a Brigadeiro e, finalmente, a General de Divisão de Artilharia. Foi Comendador da Ordem de Santiago por Decreto de 23 de Janeiro de 1901, Comendador da Ordem de Cristo, Cavaleiro e Comendador da Ordem de Avis, Medalha de Prata de Comportamento Exemplar e Medalha de 2.ª Classe da Ordem do Mérito Militar de Espanha.
Deputado da Nação, Governador Civil do Distrito da Guarda, 92.º Governador de Cabo Verde entre 1891 a 1896, Conselheiro de El-Rei D. Carlos I de Portugal, etc.

## Casamento e descendência
Casou a 10 de Maio de 1877 com Maria dos Prazeres Mimoso da Costa Pereira de Alpoim de Carvalho (Celorico da Beira, Linhares, 3 de Fevereiro de 1859 - ?), Senhora da Casa dos Mimosos, filha herdeira de Bernardo Mimoso da Costa Pereira de Alpoim, Senhor das Casas da Avelenda, dos Mimosos, e Senhor dos Morgados de São Simão e São Silvestre, etc., e de sua mulher Maria do Carmo de Carvalho Rebelo Teixeira de Sousa Alcoforado (22 de Março de 1833 - ?), da Casa do Poço, em Lamego, e bisneta do 1.º Visconde de Peso da Régua e sobrinha-neta do 1.º Conde de Vila Pouca. Foram pais, entre outros, de António Mimoso Brandão de Melo.